# Залізнична аварія в Рудине
Залізнична аварія у Рудине (хорв. željeznička nesreća u Rudinama; англ. Rudine derailment) — сходження з рейок потяга з нахильним кузовом, що трапилося на півдні Хорватії біля Каштели 24 липня 2009 року о 12:08 за місцевим часом. Унаслідок аварії загинуло 6 людей, 55 постраждали..
Хорватські ЗМІ зазначають, що це найстрашніша залізнична аварія в історії незалежної Хорватії, додаючи, що якби поїзд зійшов з рейок у яр за 30 метрів попереду, кількість загиблих могла б бути набагато більшою.

## Подробиці
«Поїзд смерті», як його нарекла місцева преса, зійшов із рейок на відрізку Каштел-Старий — Лабин-Далматинський залізничної лінії Загреб — Спліт, на схилі гори Козяк. Він складався з двох вагонів, із яких особливо постраждав перший.
За словами машиніста цього поїзда Йошка Палинича, потяг поводився неконтрольовано. Не допомогло і швидке гальмування усіма наявними гальмами. Слідство встановило, що потяг послизнувся на масних рейках, на які потрапив антипірен TG-300. Троє осіб, відповідальних за його закупівлю, були затримані. Щоб пролити світло на обставини аварії та з'ясувати чи був поїзд технічно справним, «Хорватські залізниці» створили слідчу комісію. Провідник Івиця Мишкович розповів слідчим цієї комісії, що під час руху поїзд мав проблеми з механізмом нахилу. Цю саму проблему в потязі помітили за день до аварії 24 липня. Після прибуття зі Спліта до Загреба машиніст Мато Секулич звернувся до тодішнього локомотивного підрозділу «Хорватських залізниць» ТзОВ «HŽ Vuča Vlakova d.o.o.» з заявою, що під час поїздки електроніка 127 разів сигналізувала машиністу зменшити швидкість до 80 км/год через серйозні порушення нахилу кузова та переводила поїзд у режим швидкого гальмування. Машиніст також повідомив, що амортизатори у поїзді дуже скрипучі, а його кондиціонер зламався, через що температура у потязі становила близько 32°C. Проблеми в поїзді розв'язали перезавантаженням його системи, і він продовжив свою поїздку з Загреба до Б'єловара, а наступного дня його відправили до Спліта, куди він так і не доїхав.
Наразі офіційно причиною аварії визнано антипірен, яким облили рейки, що зумовило ковзання поїзда. У травні 2013 року Сплітський окружний суд засудив на чотири роки позбавлення волі колишнього начальника відділу екології ТзОВ «HŽ Infrastruktura d.o.o.» (підрозділу «Хорватських залізниць», що відає залізничною інфраструктурою) і на три роки ув'язнення — консультанта фірми «Інтрейд», який повинен був розробити розпилювач для антипірену TG 300. У березні 2019 року Верховний суд Хорватії підтвердив правочинність цих вироків. Водночас суд підтвердив і виправдальний вирок директору фірми «Інтрейд» та ще двом особам через відсутність доказів.
«Хорватські залізниці» повідомили, що до цього часу виплатили сім'ям загиблих пасажирів 4,6 млн. кун, а потерпілим пасажирам — 1,9 млн кун.